# The Big Boss
Tang shan da xiong (internationale titel The Big Boss) is een Hongkongse martialarts-actiefilm uit 1971. Het was de eerste film waar Bruce Lee een hoofdrol in speelde.

## Verhaal
Cheng Huang-Sa is een Chinese jongeman uit Guangdong die verhuisd naar Thailand en zijn neven opzoekt, waar hij werk vindt in een ijsfabriek waar ook zijn neven werken. Deze fabriek is echter een dekmantel voor een bende heroïnesmokkelaars onder leiding van Hsiao Mi, de "Big Boss". Enkele van Cheng's neven krijgen een rol in de smokkeloperatie aangeboden, maar weigeren dat, waarna ze worden vermoord. Ze hadden namelijk de heroïne ontdekt die was verstopt in het ijs.
Hsiao Mi probeert de moorden in de doofpot te stoppen, maar Cheng en zijn andere neven beginnen wat te vermoeden. Hsiao Mi brengt Cheng op andere gedachten door hem tot voorman te bevorderen en hem te voorzien van een luxe etentje, alcohol en prostituees. Een van de prostituees (die is gebrandmerkt door Hsiao Mi) vertelt Cheng echter de waarheid. Na werktijd dringt Cheng de fabriek binnen en ontdekt daar de drugs en de in stukken gesneden lijken van zijn vermiste neven verstopt in de grote ijsblokken. Hij wordt echter betrapt door een bende die wordt geleid door Hsiao Chiun, de zoon van Hsiao Mi.
Cheng verslaat de bende en doodt al zijn tegenstanders, inclusief Hsiao Chiun. Als hij weer thuis komt, ontdekt hij dat zijn hele familie is uitgemoord en zijn nichtje Chow Mei is gekidnapt. Cheng neemt wraak door Hsiao Mi in een gevecht te doden. Dan geeft hij zich over aan de politie.

## Rolverdeling
| Acteur           | Personage                                    |
| ---------------- | -------------------------------------------- |
| Bruce Lee        | Cheng Chao-an                                |
| Maria Yi         | Chow Mei (Chengs nichtje)                    |
| James Tien       | Neef Hsiu Chien                              |
| Ying-Chieh Han   | Hsiao Mi (de "Big Boss")                     |
| Tony Liu         | Hsiao Chiun (Mi's zoon)                      |
| Kun Li           | Neef Ah Kun (als Quin Lee)                   |
| Marilyn Bautista | Miss Sun Wu Man (als Malalene)               |
| Nora Miao        | Drankkraampjes verkoopster (als Mao Ke-hsiu) |
| Shan Chin        | Hua Sze                                      |
| Chia-Chen Tu     | Oom Liu (als Chia-Cheng Tu)                  |
| Chih Chen        | Sheng, ijsfabriek manager                    |
| Billy Chan       | Neef Pei (als Hui-yi Chen)                   |
| Ching-Ying Lam   | Neef Ah Yen                                  |
| Kam San          | Neef Shan                                    |
| Li Hua-sze       | Neef Wong                                    |
| Peter Yang       | Neef Chen                                    |